# Piotr Mrowiński
Piotr Mrowiński, pseud. Mrówa – polski gitarzysta i wokalista, współzałożyciel zespołu The Boors, członek zespołu Kryzys. Przez jakiś czas grał w zespole reggae Immanuel. Obecnie mieszka w Wielkiej Brytanii.

## Dyskografia
- Kryzys (1981)
- 78–81 (1994)